# Programa nuclear norte-coreano

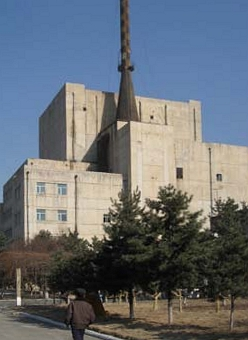
O reator experimental de Yongbyon, de 5 MWe, que forneceu o combustível utilizado nas armas nucleares.

O programa nuclear norte-coreano tem suas raízes na guerra da Coreia, que opôs os norte-coreanos aos sul-coreanos, aliados aos americanos. Segundo o governo norte-coreano, a produção de armas nucleares é uma resposta necessária contra a política externa agressiva dos Estados Unidos em oposição a Coreia do Norte.
A Coreia do Norte foi signatária do Tratado de não proliferação de armas nucleares (TNP) até 10 de janeiro de 2003, quando se retirou depois de ter sido acusada de conduzir um programa clandestino desde 1989. Depois de várias rodadas de negociação com a participação da Coreia do Sul, Japão, Estados Unidos, Rússia e China, a Coreia do Norte mostrou alguns sinais de mudança nas suas intenções de construir a arma nuclear. Mas, em 9 de outubro de 2006, o país realizou um teste nuclear e, em 25 de maio de 2009, houve um segundo teste, mais potente e sem ambiguidade sobre sua natureza.
O programa nuclear norte-coreano tem sido motivo de tensões nas relações diplomáticas entre a Coreia do Norte, a Coreia do Sul, envolvendo também os Estados Unidos e o Japão.

## Antecedentes
A partir de 1958, no contexto da guerra fria e das relações entre norte e sul-coreanos, marcadas por múltiplos incidentes e confrontos sangrentos, os Estados Unidos instalaram armas dotadas de ogivas nucleares na Coreia do Sul e apontadas para a Coreia do Norte. Dentre essas armas, havia mísseis de cruzeiro Matador.
Essas armas começaram a ser retiradas quase vinte anos depois, no final dos anos 1970, sob a administração de Jimmy Carter. O processo só se completou em dezembro de 1991, já sob a administração de George H. W. Bush. Tal ameaça aparentemente incitou a Coreia do Norte a obter a arma nuclear.

## Início do programa nuclear
A primeira instalação de pesquisa nuclear da Coreia do Norte remonta a 1965, quando a antiga União Soviética forneceu um reator de pesquisa, que foi instalado em Yongbyon. O fornecimento de material físsil era assegurado pela própria Coreia do Norte, que dispõe de jazidas de urânio.
Em meados dos anos 1970, um segundo reator foi construído. Em 1977, a Coreia do Norte não aceitou a inspeção do primeiro reator pela Agência Internacional de Energia Atômica (AIEA), mas somente em 1980 o programa nuclear começou realmente a ser implementado.
Em 1985, a Coreia do Norte assinou o Tratado de não proliferação de armas nucleares (TNP). No mesmo ano, os serviços de informação americanos descobriram que um terceiro reator estava em construção. Em 1990, com base em imagens de satélites, os EUA relatam a existência de uma nova instalação. Sob pressões diplomáticas, a Coreia do Norte firmou um acordo com a AIEA, permitindo a inspeção de suas instalações nucleares. Em janeiro de 1993 os inspetores da AIEA descobriram duas instalações mas não puderam inspecioná-las. Este fato deflagrou uma crise diplomática e, na sequência, a Coreia do Norte ensaiou uma tentativa de retirada do TNP.
Em 1994, a administração de Bill Clinton declara que, se a Coreia do Norte fabricava armas nucleares, também considerava a hipótese de uma ação militar. Em junho de 1994, o ex-presidente Jimmy Carter vai à Coreia do Norte para negociar com o presidente Kim Il-sung uma completa paralisação do programa nuclear norte-coreano, o que ocorre oficialmente em outubro de 1994, e a AIEA lacra as barras de combustível produzidas pelos norte-coreanos.
A administração Clinton começa então a negociar com a Coreia do Norte a paralisação definitiva do seu programa, em troca de ajuda econômica - embora soubesse que Pyongyang desenvolvia desde 1998 um segundo programa nuclear clandestino . Nesse contexto é assinado em Genebra, a 21 de outubro de 1994, um protocolo de intenções entre os EUA e a Coreia do Norte que previa a paralisação e o desmantelamento do seu programa nuclear e militar em troca de ajuda econômica e do fornecimento de centrais de água leve que só pode ser usada para fins civis. Para os norte-coreanos, o recurso à energia nuclear deveria oficialmente permitir mitigar a crise energética causada pelo choque do petróleo de 1973, sobretudo após o fim das reservas de petróleo soviético obtido em condições preferenciais, além de que o acesso de todos os Estados à energia nuclear para fins civis constitui um dos fundamentos do TNP. Ainda segundo o acordo firmado com os EUA, a criação das centrais caberia à Organização para o Desenvolvimento Energético da Península Coreana (KEDO), da qual participavam, entre outros países, as duas Coreias, os Estados Unidos, o Japão, a União Europeia e a Austrália.

### Prosseguimento do programa clandestino
O prosseguimento do programa clandestino e a eleição de George W. Bush (2000) inverteram totalmente a política americana em relação à Coreia do Norte.. O governo Bush incluiu a Coreia do Norte no chamado "eixo do mal", junto com o Irã e o Iraque, descartando qualquer possibilidade de levar adiante o protocolo de intenções de 1994. Em 10 de janeiro de 2003, a Coreia do Norte se retirou do Tratado de não proliferação de armas nucleares.
Segundo o especialista americano John Feffer 
A  profunda desconfiança que os neoconservadores tradicionalmente alimentaram em relação à détente ou, no jargão de hoje, ao engagement, explica muita coisa sobre a política americana atual [em 2006] em relação à Coreia do Norte. A desconfiança em relação a tratados sobre o controle de armamentos firmados com a União Soviética nos anos 1970 encontra seu paralelo na rejeição do protocolo de intenções de 1994, que congelou a capacidade nuclear da Coreia do Norte em troca de incentivos econômicos e políticos que os partidários da linha dura  afinal relutaram em conceder. A crença de que a expansão de relações comerciais fortaleceria a União Soviética - e o medo de que, paralelamente, esse comércio fortalecesse a China - se traduz atualmente numa relutância similar em estabelecer vínculos econômicos com a Coreia do Norte. E a exploração política dos direitos humanos como um divisor de águas para minar a distensão se reproduz hoje em tentativas semelhantes - nos Estados Unidos, no Japão e na Coreia do Sul - de ligar políticas de aproximação a melhorias na área dos direitos humanos  

## Testes nucleares da Coreia do Norte
Ao todo a Coreia do Norte realizou seis testes nucleares subterrâneos entre 2006 e 2017, todos na área de testes de Punggye-ri. Segundo dados obtidos pelo site 38 North, há quatro sistemas de túneis na região, denominados Portal Leste (ou Túnel n°1), Portal Norte (Túnel n°2), Portal Sul (Túnel n°3) e Portal Oeste (ou Túnel n°4). O Portal Leste foi utilizado apenas no primeiro teste nuclear, e as detonações seguintes, a partir do Portal Norte. Os Portais Oeste e Sul nunca foram utilizados para testes.
| Sequência    | Data                    | Potência estimada | Ref           |
| ------------ | ----------------------- | ----------------- | ------------- |
| 1 (Detalhes) | 9 de outubro de 2006    | < 1 quiloton      | [ 11 ] [ 12 ] |
| 2 (Detalhes) | 25 de maio de 2009      | 4 quilotons       | [ 13 ] [ 12 ] |
| 3 (Detalhes) | 12 de fevereiro de 2013 | 10 quilotons      | [ 12 ] [ 14 ] |
| 4 (Detalhes) | 6 de janeiro de 2016    | 6 quilotons       | [ 12 ] [ 15 ] |
| 5 (Detalhes) | 9 de setembro de 2016   | 10 - 20 quilotons | [ 12 ] [ 16 ] |
| 6 (Detalhes) | 3 de setembro de 2017   | 250 quilotons     | [ 12 ] [ 17 ] |

## Suspensão e posterior retomada do programa nuclear
Em 20 de abril de 2018, visando uma reaproximação com a Coreia do Sul e os Estados Unidos, o líder norte-coreano Kim Jong-Un determinou a suspensão dos testes nucleares, de mísseis de longo alcance e o fechamento da área de testes de Punggye-ri.
Geólogos chineses confirmaram que em decorrência das várias explosões, especialmente a última por ter sido a mais forte, a área de testes sofreu diversos desmoronamentos, o que aumenta o risco de vazamento radioativo. Esse seria a principal razão pela qual o líder norte-coreano decidiu fechar as instalações.
Finalmente a 24 de maio de 2018, os túneis escavados na montanha Mantap, que eram empregados nos testes nucleares foram destruídos com explosivos.
Nos meses seguintes, Kim Jong-Un e o presidente dos Estados Unidos Donald Trump realizaram alguns encontros, numa tentativa de se avançar no processo de desnuclearização da Coreia do Norte. Contudo, as negociações para o desmantelamento do arsenal nuclear do regime norte-coreano fracassaram e os testes de mísseis foram retomados.
A 31 de dezembro de 2019, Kim Jong-Un declarou que a Coreia do Norte irá retomar os testes com armas nucleares e mísseis balísticos intercontinentais (ICBM). A justificativa do líder norte-coreano em por fim à moratória de testes foi, segundo ele, a falta de interesse do governo dos Estados Unidos em negociar as sanções impostas ao país. Kim também prometeu mostrar ao mundo uma nova arma estratégica, em uma ação definida por ele como "impactante".